# Agrippina Vaganová
Agrippina Jakovlevna Vaganová (rusky Агриппина Яковлевна Ваганова; 26. června 1879 Petrohrad – 5. listopadu 1951 Leningrad) byla sovětská a ruská učitelka baletu, která vyvinula tzv. Vaganovu metodu (techniku kombinující elegantní styl staré francouzské školy, krásu a jemnost pohybu paží staré ruské školy a mistrovské techniky italských škol). Její dílo Základy klasického tance je považováno i ve 21. století za standardní učebnici pro výuku baletní techniky, která nadále zůstává jednou z nejoblíbenějších.

## Životopis
Vaganová se narodila v Petrohradě divadelnímu uvaděči arménské národnosti Akopu Vaganovovi a ruské matce.
V roce 1888 nastoupila Vaganová do Baletu Mariinského divadla, instituce založené Annou Ivanovnou. V prvních letech studia sice nepatřila mezi schopné baletky, ale díky úsilí vlastní vůle se jí nakonec podařilo vstoupit do proslulého Císařského baletu. V době, kdy dosáhla hodnosti sólistky, ji petrohradští baletomani nazvali královnou variací pro její neomezenou virtuozitu a úroveň techniky
Starého mistra Petipa mladá Vaganová jako tanečnice téměř nezajímala – ve svém deníku obvykle komentoval její výkon slovy „strašný“ nebo „příšerný“. Avšak v roce 1915 baletní mistr Nikolaj Legat obsadil Vaganovou jako bohyni Niriti do baletu Talisman, přičemž se její ztvárnění role setkalo s velkým úspěchem a zajistilo jí tak povýšení na primabalerínu. Přesto se o rok později Vaganová rozhodla odejít do důchodu, aby se mohla zaměřit na výuku tance.
Vaganová začala vyučovat balet v roce 1916 na Škole Baltské flotily, kterou založil a zároveň vedl Akim Volynsky, a v roce 1921 pokračovala její působnost na Choreografické akademii. Ačkoli za sebou měla kariéru uznávané tanečnice, její vedení výuky klasického tance jí zajistilo jedno z nejrespektovanějších míst v historii baletu. Učila studenty, kteří se později stali legendami tance; mezi její absolventy patří například Marina Semjonová, Olga Joranová, Galina Ulanovová,Taťjana Vecheslová, Feja Balabinová, Natalia Dudinskajová, Galina Kirillovová, Alla Šelestová, Ninel Petrovová, Nonna Jastrebová, Olga Moiseevová, Ljudmila Safronová, Ninel Kurgapkinová, Alla Osipenková a Irina Kolpaková.
Po Říjnové revoluci vypadala budoucnost ruského baletu tragicky, a to zejména kvůli jeho tradici dvorské zábavy. Vaganová „bojovala zuby nehty“, jak sama tvrdila, za zachování odkazu Maria Petipy a Císařského baletu. V letech 1931 až 1937 se stala uměleckou šéfkou baletu Leningradského divadla opery a baletu, v roce 1933 nastudovala klasickou verzi Labutího jezera od Lva Ivanova a Mariuse Petipy s Galinou Ulanovovou v roli Odetty, Olgou Jordanovou jako Odilie a Konstantinem Sergejevem jako princem Siegfriedem. V roce 1935 oživila Esmeraldu pozměněním části choreografie.
V roce 1934 vydala Vaganová svoji knihu Základy klasického tance; v Rusku vyšla v nejméně šesti vydáních a byla přeložena do mnoha jazyků po celém světě. V Česku vyšel titul v letech 1951 (překlad Anna Hüttlová), 1981 a 1987 (překlad Bohumíra Cveklová a Pavel Nešleha).
Ještě toho roku, tedy 1934, Vaganová spolu s Borisem Šavrovem iniciovala založení pedagogického oddělení pro přípravu budoucích baletních učitelů na Leningradské konzervatoři, kterou sama začala řídit. Jako nejvýznamnější jména pro výuku tance lze zmínit Věru Kostrovitskajovou, Naděžda Bazarovou nebo Varvaru P. Meyovou.